# Cáudio
Cáudio (em latim: Caudium) é uma antiga cidade samnita situada sobre a Via Ápia, entre Benevento, da qual distava 11 milhas romanas, e Cápua, situada a 21 milhas. Tradicionalmente é situada na atual Montesarchio.
Nas primeiras fases da História Antiga da Itália foi uma importante cidade, ao ser a capital da tribo dos caudinos, embora não chegou a ser mais que um núcleo secundário. Encontraram-se enxovais funerários na necrópole vinculada a Cáudio, que demonstram o seu uso e, portanto, a sobrevivência da cidade, do século VIII a.C. até o III a.C.
O primeiro registro documental de Cáudio data da Segunda Guerra Samnita, quando em 321 a.C. o exército samnita, sob o comando de Caio Pôncio, acampou nas suas imediações antes de conseguir uma importante vitória sobre o exército romano no vizinho desfiladeiro das Forcas Caudinas. Anos depois, os samnitas utilizaram Cáudio como núcleo para vigiar os habitantes da Campânia.
Cáudio não é mencionada durante a Segunda Guerra Púnica, embora o sejam os caudinos, em várias ocasiões. Nehbur supõe que a cidade foi destruída pela República Romana em vingança pelo desastre sofrido nas Forcas Caudinas, embora não existam evidências deste fato; por outro lado, num período posterior é conhecido que foi uma pequena parada mais no itinerário da Via Ápia, tanto na época de César Augusto como no império tardio.
No período do triunvirato, Cáudio albergou uma colônia de veteranos, e como relata Plínio, e confirmam as fontes epigráficas, reteve o seu caráter municipal, apesar de se ver privada de grande parte do seu território em favor da cidade vizinha de Benevento. A data da sua destruição é desconhecida, embora o topônimo ainda fosse utilizado no século IX, se bem que é ignorado se a cidade continuava existindo nesse momento.